# Ranieri Bottacci
Ranieri Bottacci (lateinisch Rainerus; † 1170) war Konsul von Pisa.
1137 wurde er erstmals als Konsul erwähnt, dann 1146. 1153 fuhr er nach Kairo zum Kalifen Az-Zafir. 1161 gehörte er zu einer Delegation aus Pisa beim byzantinischen Kaiser Manuel I.
Bottacci starb zwischen 1168 und 1170.